# 이노우에 세이야 (축구 선수)
이노우에 세이야(일본어: 井上 聖也, 1999년 11월 9일~)는 일본의 축구 선수이다.

## 구단 경력
그는 2022년 J1리그의 아비스파 후쿠오카에 입단했다. 2023년에 J리그컵 우승을 차지했다.